# Uhlberg (Schönbuch)
Der Uhlberg im Stadtgebiet von Filderstadt ist eine 469,8 m ü. NHN hohe Erhebung des Schönbuchs im baden-württembergischen Landkreis Esslingen. Besonders wegen seines Aussichtsturms Uhlbergturm ist er ein beliebtes Naherholungsziel.

## Geographie

### Lage
Der Uhlberg liegt als nordöstlicher Ausläufer des Schönbuchs, eines Waldgebietes des süddeutschen Keuperberglands, im Landschaftsschutzgebiet Baumbachtal-Uhlberg am Rand des Naturparks Schönbuch. Er erhebt sich südlich der Filderstädter Stadtteile Plattenhardt und Bonlanden sowie nördlich des Aichtaler Ortsteils Neuenhaus. Südlich vorbei am Berg fließt etwa in West-Ost-Richtung die Aich, die rund 2 km südöstlich des Bergs von der Aichtalbrücke überspannt ist, und östlich ungefähr in Nord-Süd-Richtung deren Zufluss Baumbach. Etwa 3 km westnordwestlich befindet sich das Siebenmühlental.

### Naturräumliche Zuordnung
Der Uhlberg gehört in der naturräumlichen Haupteinheitengruppe Schwäbisches Keuper-Lias-Land (Nr. 10), in der Haupteinheit Schönbuch und Glemswald (104) und in der Untereinheit Schönbuch (104.1) zum Naturraum Nördlicher Schönbuch (104.15). Nachbarnaturräume sind jenseits des Baumbachs: Innere Fildermulde (106.12) im Norden, Harthauser Sattel (106.11) im Osten und Grötzinger Platte (106.10) im Ostsüdosten; sie gehören alle in der Haupteinheit Filder (106) zur Untereinheit Schönbuchfilder (106.1).

## Uhlbergturm
Im südlichen Kuppenbereich des Uhlbergs befindet sich eine Lichtung. An ihrem Nordrand steht an der höchsten Stelle des Bergs seit 1963 der 25 m hohe Aussichtsturm Uhlbergturm, der nur am Wochenende und an Feiertagen geöffnet hat.
Bereits 1890 wurde dort ein hölzernes Aussichtsgerüst errichtet, das 1903 durch einen 17,5 m hohen Holzturm ersetzt wurde, der jedoch 1961 aufgrund von Schädlingsbefall abgebrochen werden musste. 1963 wurde der heutige Betonturm von der Firma Gustav Epple nach Plänen des Architekten Karl Hörz erbaut.
Im Zweiten Weltkrieg wurde der Turm auch vom Militär genutzt. Von hier sah man schon von weitem feindliche Flugzeuge und konnte rechtzeitig nach Stuttgart Alarm geben.
Von der überdachten Aussichtsplattform des Uhlbergturms hat man einen Blick auf weite Teile des Albtraufs – vom Plettenberg über den Hohenzollern, den Roßberg, den Hohenneuffen und die Teck bis hin zu den Kaiserbergen.
Am Uhlbergturm befindet sich ein ebenso nur am Wochenende und feiertags geöffneter, seitlich angebauter Kiosk mit Aufenthaltsraum des Schwäbischen Albvereins. Zudem gibt es dort eine Grillstelle, die allerdings nicht öffentlich ist.
Seit 2009 befindet sich auf dem Dach des Turms eine Antennenanlage des digitalen Behördenfunks.

## Verkehrsanbindung
Der Uhlberg kann von Plattenhardt, Bonlanden sowie den Aichtaler Stadtteilen Neuenhaus und Aich kommend zu Fuß auf Waldwegen erreicht werden. Zum Beispiel befindet sich am südlichen Ortsrand von Plattenhardt am Waldrand an der Nebenstraße Schlattweg ein Wandererparkplatz.